# Kenneth Eugene Smith
Kenneth Eugene Smith (4 de julio de 1965-Atmore, Alabama; 25 de enero de 2024) fue un asesino estadounidense y la primera persona en morir ejecutada mediante asfixia por gas inerte.

## Asesinato de Elizabeth Sennett
Smith fue condenado a muerte por el asesinato de Elizabeth Dorlene Sennett en 1988. Él y otro hombre fueron contratados por el esposo de Sennett, el reverendo Charles Sennett, quien les ofreció mil dólares para que asesinaran a su esposa. Con ello, pretendía cobrar el seguro de vida de Elizabeth para saldar unas deudas. Charles Sennett se suicidó poco después del asesinato de su esposa.
El cómplice de Smith, John Forrest Parker, también fue condenado a muerte y ejecutado mediante inyección letal en 2010.

## Intento de ejecución y ejecución definitiva
Inicialmente, la ejecución de Smith estaba programada para noviembre de 2022, pero una vez iniciado el proceso y con el preso atado en la camilla, el Departamento correccional de Alabama tuvo que suspender la ejecución al no poder encontrar una vena adecuada para la inyección letal. Después de eso, Alabama se comprometió a no volver a intentar ejecutarlo con ese método.
Sin embargo, 14 meses después, Alabama volvió a programar su ejecución, esta vez mediante asfixia por nitrógeno, para el 25 de enero, después de un sinfín de apelaciones, llamadas de clemencia internacionales y la declaración de la Organización de las Naciones Unidas que declaraba que el método podría ser una tortura; finalmente fue ejecutado en la prisión Holman.